# Bourse des valeurs de Bilbao

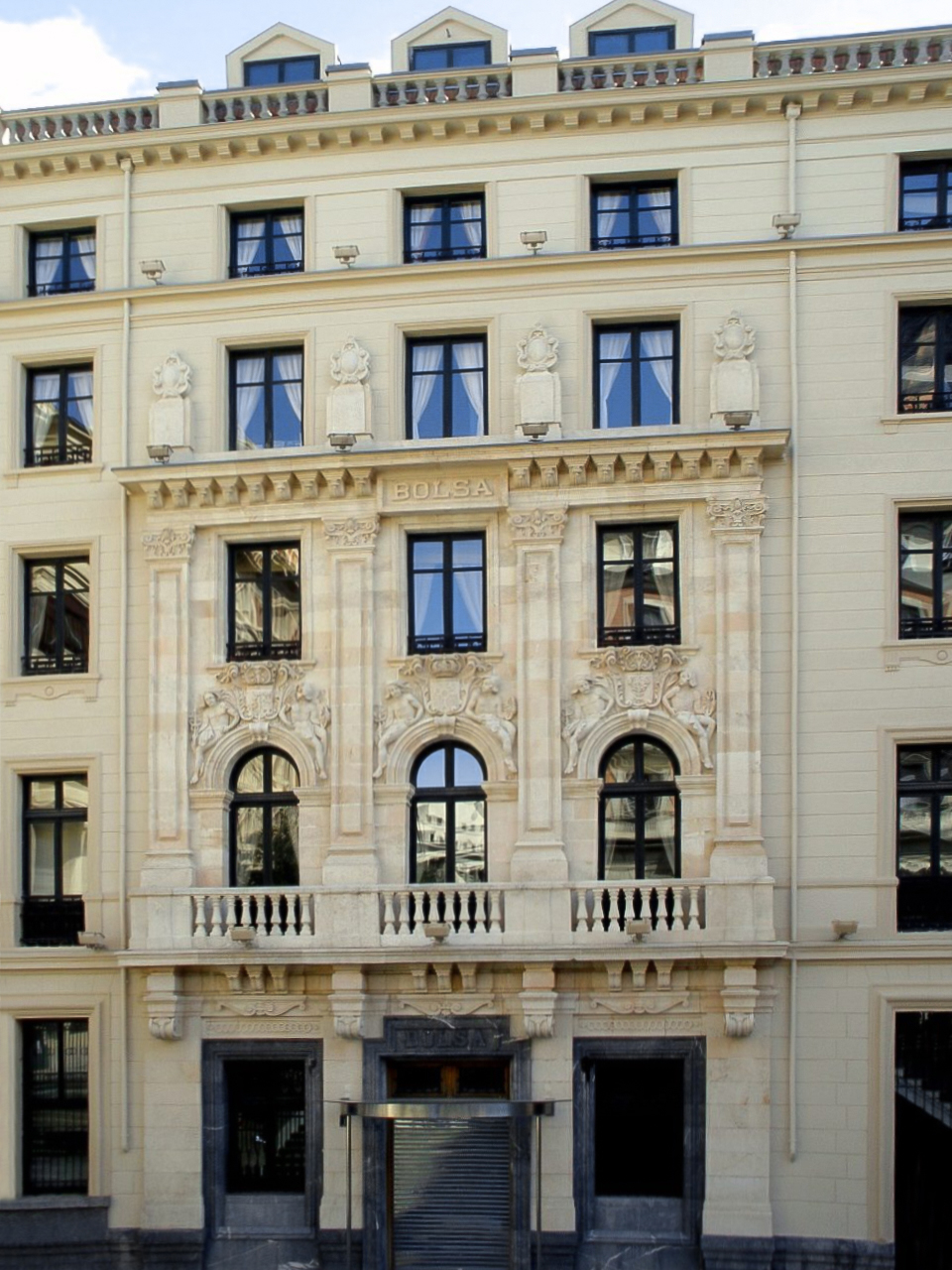
Façade du bâtiment de la Bourse de Bilbao.

La  Bourse des valeurs de Bilbao est une bourse des valeurs  fondée le marché  régional d'actions et d'obligations, située à Bilbao, dans l'ouest de l'Espagne, au Pays basque.

## Histoire
Les sociétés privées sont absentes ou très peu présentes depuis la création de la Bourse de Madrid, et les rares qui sont présentes sont très peu échangées jusqu'en 1890, quand le nouveau marché de Bilbao se spécialise dans la négociation des titres industriels. La Bourse de Bilbao est ainsi créée le 21 juillet 1890 par un groupe de courtiers, commerçants et industriels et leur initiative est acceptée immédiatement par le gouvernement. 
Les règlements commerciaux de 1885 avaient créé une prime pour des courtiers prospères - assez riches pour payer à une caution 10 fois plus élevée que celle d'un courtier autorisé - pour promouvoir un échange officiel et devenir ainsi les agents de change officiels, ce qui a permis la création d'un monopole local sur le commerce de dette publique. Les règlements de 1885 ont aussi limité le nombre de courtiers à 50 à Madrid et 40 à Bilbao, dans le but de réduire la spéculation. Le BSE est ainsi apparu comme une scission au sein de l'Association nationale  des courtiers, le Colegio de Corredores de Comercio, comparable à la stratégie adoptée par les agents de change parisien avec le développement de la coulisse.
En 1891, les premières séances de la Bourse de Bilbao ont eu lieu dans la partie inférieure du Théâtre Arriaga . La Bourse des valeurs de Bilbao est à ses débuts comme une réponse au besoin d'augmenter le capital pour la demande naissante d'extraction, d'expédition et d'entreprises industrielles. Il s'agit d'obtenir le financement nécessaire à la réalisation des grands projets d'investissement de l'époque. Les exportations de minerai de fer avaient accéléré après 1876 et l'expansion de l'industrie lourde locale expédiant des produits dans le reste de l'Europe y avait contribué.
Au cours des cinq premières années d'activité de la Bourse, la capitalisation des actions qui y sont cotées augmente de 50 %, passant de 64,3 millions de pesetas à 95,6 millions de pesetas. Mais il y a peu de nouvelles actions, avant le cycle d'investissement de 1898-1901, qui voit arriver la métallurgie les mines et les chantiers navals, portés par la hausse de 50 % des taux de fret maritime entre 1995 et 1900. La flotte basque passe de 90 000 à 156 000 tonnes entre 1885 et 1895 puis construit pour d'autres débouchés. Les exportations de minerai de fer avaient accéléré dès 1876, mais souvent sous les auspices de sociétés étrangères, et la population de Bilbao a triplé en trois décennies, passant de 17923 habitants en 1857 à 50772 en 1887, tandis que la création du Banco de Bilbao remonte à 1857 et la première ligne de chemin de fer pour le transport du minerai en 1865.
L'expansion de l'industrie lourde locale et le développement industriel avait semblé l'élément moteur pour la création d'un marché des capitaux formel, d'autant plus que les banques n'avaient pas joué un rôle très satisfaisant dans le financement de l'industrialisation. 
En fait, aucune des 74 à 77 sociétés de frêt maritime n'est cotée à la Bourse des valeurs de Bilbao avant 1898 et le secteur lié à l'industrialisation basque ne représente qu'un petit dixième de la capitalisation boursière de la Bourse des valeurs de Bilbao. De plus, les sociétés sont familiales, le flottant et les échanges faibles.
Entre 1891 et 1897, environ 68,5 % des volumes d'échanges à la Bourse des valeurs de Bilbao sont toujours représentés par la dette publique, 17,8 % par les obligations d'entreprise et seulement 13,7 % par les actions, dont une part importante pour celle d'un monopole d'Etat, la Compañía Arrendatoria de Tabacos. La Bourse de Bilbao a aussi négocié les actions de l'entreprise de fer et d'acier Altos Hornos de Bilbao, avec peu de régularité avant 1895, tandis que celles de la deuxième entreprise la plus importante, Sociedad Vizcaya La, ne sont pas apparues sur le marché jusqu'à 1898.
La Bourse des valeurs de Bilbao ne joue ainsi qu'un rôle modeste dans le boom du capitalisme basque au début du XXe siècle: avant 1929, bien que les Basques aient constitué 3 % de la population de l'Espagne, le capital basque a représenté 25 % de ressources bancaires espagnoles, 38 % de l'investissement dans des chantiers navals, 40 % du capital des sociétés d'ingénierie et de construction électriques, 68 % de compagnies maritimes et 62 % du capital investi dans des aciéries.
Depuis l'origine en 1890, la Bourse de Bilbao se tenait dans le hall du théâtre Arriaga. Depuis 1905, elle occupe un bâtiment élégant, dont la façade est ornée de sculptures. En 1903, l'Association locale des courtiers décide de construire un nouvel immeuble à Ensanche, qui est inauguré en 1905 qui restera le principal bâtiment du BSE jusqu'au XXIe siècle. Le
29 mai 1905 voit l'inauguration du bâtiment.
En 1928 une nouvelle série de réglementations introduit de nouvelles barrières à la Bourse des valeurs de Bilbao, en exigeant une majorité des 4/5 pour délivrer l'accès au marché à un nouveau courtier, tandis qu'il est possible de déléguer les interventions sur le marché à un salarié, pour faire face à la hausse du volume d'échanges au cours des années 1920.
C'est à la fin de la Première Guerre mondiale que les marchés boursiers espagnols commencent à capitaliser plus d'actions, en particulier Bibao, mais les volumes d'y progressent globalement que de 12 % entre 1916 et 1935, avec en particulier une baisse dans la première moitié des années 1920 alors qu'ils augmentent de 289 % à Madrid.
Les volumes d'échanges sont trois fois plus importants sur les actions en 1916-1919 à Bilbao mais l'écart se réduit à 1,4 deux décennies plus tard. Les secteurs miniers et maritimes connaissent entre-temps une perte de vitesse.
La répartition des échanges à Bilbao (en %):
| Années                            | 1916   | 1920   | 1935   |
| Part de la dette publique         | 19,9 % | 9,8 %  | 25,4 % |
| Part des obligations d'entreprise | 27,2 % | 12,6 % | 17 %   |
| Part des actions                  | 52,9 % | 77,6 % | 57,6 % |

La répartition des échanges à Madrid (en %):
| Années                            | 1916   | 1920   | 1935   |
| Part de la dette publique         | 71,9 % | 51,6 % | 51 %   |
| Part des obligations d'entreprise | 2,1 %  | 5,5 %  | 7,2 %  |
| Part des actions                  | 26 %   | 42,9 % | 41,8 % |

En comparant les indicateurs boursiers existants pour Bilbao, Barcelone et Madrid ont observe quelques preuves de l'intégration du marché boursier espagnolo dans les années 1920, mais les différents marchés semblent principalement conduits par des facteurs domestiques régionaux.
La part des échanges sur les bourses espagnoles en 1975-1979:
| Bourse            | Madrid | Barcelone | Bilbao |
| Part des échanges | 47,2 % | 11,6 %    | 7,6 %  |

En 1974 , le nouveau système de règlement-livraison des actions sur les bourses espagnoles a commencé à fonctionner. Au cours de la seconde moitié des années 1970, la  Bourse des valeurs de Bilbao représentait 7,6 % des échanges sur les bourses espagnoles.
En 2002, la Bourse de Bilbao a été intégrée au groupe Bolsas y Mercados Españoles(BME) , qui englobe aussi la Bourse de Barcelone, la Bourse de Madrid et la Bourse de Valence. Le 14 juillet 2006, BME est entrée en bourse avec une capitalisation de près de 25 milliards d'euros.